# Jia Zhangke
Jia Zhangke (en xinès simplificat: 贾樟柯; en pinyin: Jiǎ Zhāngkē; Shanxi, 24 de maig de 1970) és un productor, guionista i director de cinema xinés. El 1997, Jia Zhangke, es va graduar al Departament d'Estudis de Cinema i Guió a l'Acadèmia de Cinema de Pequín. Actualment, viu a Pequín i participa activament en el desenvolupament del cinema independent a la Xina. Des de 2016 és membre de l'Acadèmia de les Arts i les Ciències Cinematogràfiques (AMPAS).

## Primer llargmetratge
Una any després de graduar-se, Jia Zhangke, realitzava el seu primer llargmetratge, Pickpocket (1998) —també conegut com a Xiao Wu, una pel·lícula de 16 mm de baix pressupost rodada a la seva ciutat natal amb actors no professionals. Pickpocket va guanyar el Premi Wolfgang i el Premi Netpac en el Fòrum de Joves Realitzadors de la 48a edició del Festival Internacional de Cinema de Berlín. A més, també va estar guardonat en els festivals de cinema de Pusan, Vancouver i altres.

## Compromís social
Jia Zhangke és conegut pel seu compromís amb les causes socials. El 2001, les seves pel·lícules, junt amb les de molts altres directors xinesos, van ser prohibides a la Xina. Paradoxalment, això va fer que Jia Zhangke emergís com un dels més cèlebres nous directors xinesos.
Alguns dels temes que l'han preocupat i acompanyat en el seu recorregut vital han estat els canvis en les generacions dels joves xinesos, la modernització de la Xina, Internet, la censura, etc., temes que estan molt presents a les seves pel·lícules. El 2001, Jia Zhangke va tenir l'oportunitat de parlar de tot allò que va voler en la seva aparició —amb forma d'entrevista (15:32 min)— al documental Overloaded Pequín (MDDM, abelvideo), un reportatge sobre Pequín i la modernització xinesa. Al documental apareixen també Zhao Tao i Dj Gaohu.
En el Fòrum Econòmic Mundial de 2007, celebrat a Davos, va ser identificat com un jove amb carisma de líder mundial. El 2008, el diari britànic The Guardian va parlar de Jia Zhangke com una de les 50 persones que podrien salvar el planeta.
Jia Zhangke també ha demostrat la seva sensibilitat envers els damnificats per les catàstrofes naturals. Durant una roda de premsa, en el marc de la 61a edició del Festival Internacional de Cinema de Cannes, Jia Zhangke, Joan Chen i Zhao Tao varen guardar un minut de silenci en memòria de les víctimes del devastador terratrèmol de 2008 a la Xina. Zhangke era al festival amb motiu de Er shi si cheng ji (2008), pel·lícula rodada a Chengdu, a la província de Sichuan, lloc on es va produir el terratrèmol.

## «Jia Zhangke parla»
Jia Zhangke Speaks Out és una col·lecció d'escrits i comentaris del director compilada en un volum de 350 pàgines. El llibre, publicat originalment el 2009 per la Universitat de Pequín, inclou escrits sobre cinema, reculls de nombroses entrevistes, notes sobre cinema, comentaris sobre la pròpia producció fílmica de Zhangke i textos sobre la cultura xinesa. Aquest material era desconegut per als lectors no xinesos fins que al setembre de 2015, Bridge 21 Publications va alliberar una traducció a l'anglès.
L'obra dona accés a les escenes clau de la vida de Zhangke, a les seves pel·lícules i a les reunions que va mantenir amb altres directors de cinema, des de Hou Hsiao-hsien fins a Martin Scorsese. El volum mostra una visió perspicaç i profundament original de la història del cinema a la Xina, de les seves ruptures i fracassos, així com de la indústria del cinema post-Tiananmen, amb els seus grans èxits d'una banda i les pel·lícules independents de l'altra.
L'abril de 2021 va ser nomenat president de la recentment fundada Shanxi Film Academy.

## Filmografia

### Director
- Caught by the Tides (风流一代, 2024)
- Ash is Purest White (江湖儿女, 2018)
- Mountains May Depart | Shan He Gu Ren (2015)
- A Touch of Sin | Tian Zhu Ding (2013)
- 3.11 A Sense of Home (2011) - segment "Alone Together"
- Yulu (2011)
- I Wish I Knew | Hai Shang Chuan Qi (2010)
- The Age of Tattoo | Ciqing shidai (2008)
- Cry Me a River | Heshang aiqing (2008)
- 24 City | Er shi si cheng ji (2008)
- Useless | Wuyong (2007)
- Dong (2006)
- Still Life | Sanxia haoren (2006)
- The World | Shijie (2004)
- Unknown Pleasures | Ren xiao yao (2002)
- In Public | Gong gong chang suo (2001)
- Platform | Zhantai (2000)
- Pickpocket | Xiao Wu (1997)
- Xiaoshan huijia (1995)

### Productor
- Mountains May Depart | Shan He Gu Ren (2015)
- Memories Look at Me | Ji yi wang zhe wo (2012)
- Yulu (2011)
- Mr. Tree | Hello! Shu Xian Sheng (2011)

### Guionista
- Mountains May Depart | Shan He Gu Ren (2015)
- A Touch of Sin | Tian Zhu Ding (2013)
- I Wish I Knew | Hai Shang Chuan Qi (2010)
- The Age of Tattoo | Ciqing shidai (2008)
- 24 City | Er shi si cheng ji (2008)
- Dong (2006)
- Still Life | Sanxia haoren (2006)
- The World | Shijie (2004)
- Unknown Pleasures | Ren xiao yao (2002)
- In Public | Gong gong chang suo (2001)
- Platform | Zhantai (2000)
- Pickpocket | Xiao Wu (1997)
- Xiaoshan huijia (1995)

### Actor
- The Continent de Han Han (2014)

## Premis
- 1998: Alcan Dragons And Tigers Award For Young Cinema en el Festival Internacional de Cinema de Vancouver, per Xiao Wu.
- 1998: New Currents Award en el Festival Internacional de Cinema de Pusan, per Xiao Wu.
- 1998: Montgolfière d'Or en el Festival des Trois Continents, per Xiao Wu.
- 2000: Montgolfière d'Or en el Festival des Trois Continents, por Plataforma.
- 2001: Premio FIPRESCI i Premi Don Quijote en el Festival Internacional de Cinema de Friburgo, per Plataforma.
- 2002: Gran Premi en el Festival Internacional de Marsella per Gong gong chang suo.
- 2003: Menció especial de la FIPRESCI i la Netpac per Ren xiao yao .
- 2006: Lleó d'Or de la 63a Festival Internacional de Cinema de Venècia per Still Life
- 2008: homenatge al Festival du Film Asiatique de Deauville
- 2009: Ordre d'Oficial de les Arts i les Lletres de França
- 2009: Tribut del Festival de Cinema de Las Palmas de Gran Canària
- 2010: Premi Príncep Claus
- 2010: Premi "Directors of the Decade" al Festival Internacional de Cinema de Toronto
- 2010: Lleopard d'Honor al Festival de Cinema de Locarno
- 2013: Millor guió al Festival Internacional de Cinema de Canes per A Touch of Sin, també premiada als Premis de Cinema Golden Horse de Taiwan.
- 2015: Carrosse d'Or al Festival Internacional de Cinema de Canes per tot el seu treball
- etc.